# Dendrochilum mearnsii
Dendrochilum mearnsii är en orkidéart som beskrevs av Oakes Ames. Dendrochilum mearnsii ingår i släktet Dendrochilum och familjen orkidéer.
Artens utbredningsområde är Filippinerna. Inga underarter finns listade i Catalogue of Life.